# 李立三

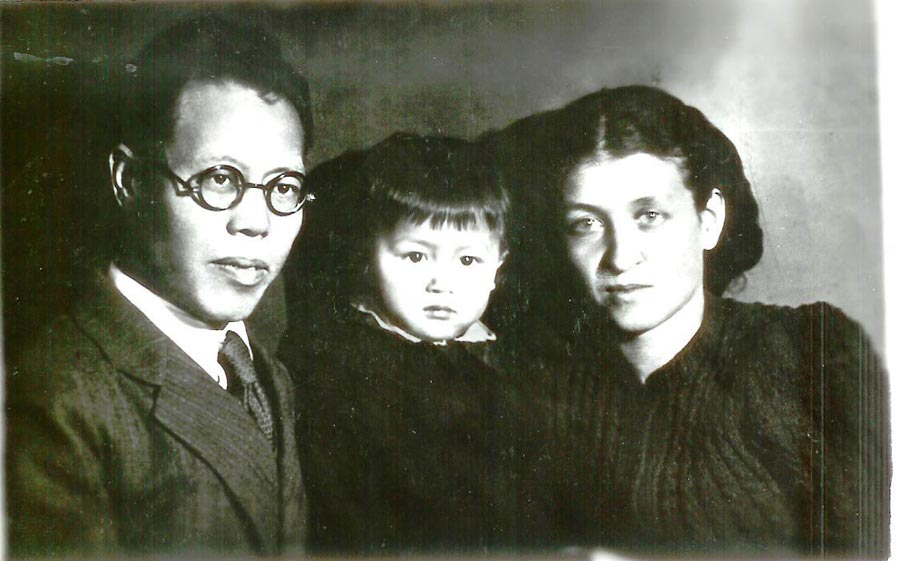
李立三と家族

李 立三（り りつさん、1899年11月18日（光緒25年10月16日） - 1967年6月22日）は、中華民国から中華人民共和国にかけて活動した中国共産党の政治家。1930年代初期には最高指導者となったが、批判を受けて失脚した。

## 生涯
湖南省に生まれ、湖南中学を卒業した。勤工倹学でフランスに留学した
。1921年に中国共産党に創立党員として入党する。入党時の所在については「フランス留学中」（中国共産党パリ支部結成）とする文献と、中国帰国後とする文献とがある。
1925年の五・三〇事件の時には上海総工会委員長として指揮に当たった。
1927年に第5回党大会で中央委員となり、南昌起義に参加した。1928年には政治局委員・中央宣伝部長となる。この年より上海で活動する。
1930年には中国共産党の最高指導権を掌握して、都市労働者の組織化と蜂起を主とするいわゆる「李立三路線」を党に採択させた。しかし「李立三路線」は失敗に終わり、コミンテルンから「極左冒険主義」と批判される。党内の王明からも批判を受け、1931年1月の6期四中全会で指導権を喪失した。
党内での失脚後はモスクワにコミンテルンの査問のため召還され、そのまま15年間滞在する。1945年の第7回党大会で中央委員に返り咲いた。翌年には帰国して東北局委員と都市労働部長となる。1948年には1948年中華全国総工会副主席に就任した。
中華人民共和国成立後は労働部長（労働大臣）に就任したが、1954年に「労働組合指導で誤りを犯した」という理由で辞職した。1956年の中国共産党第八期全体会議でも中央委員に選出されたが、この際「主観主義、派閥主義の誤りを犯した」と自己批判をおこなった。1959年に党中央工業工作部副部長に任じられる。
文化大革命発動時点では党中央委員のほか、中国人民政治協商会議常務委員だった。文革で激しい攻撃に晒され、1967年6月、睡眠薬の大量摂取により自殺した。